# Виджно
Виджно (пол. Wydrzno) — село в Польщі, у гміні Ласін Ґрудзьондзького повіту Куявсько-Поморського воєводства.
Населення — 299 осіб (2011).
У 1975-1998 роках село належало до Торунського воєводства.

## Демографія
Демографічна структура станом на 31 березня 2011 року:
|          | Загалом | Допрацездатний вік | Працездатний вік | Постпрацездатний вік |
| -------- | ------- | ------------------ | ---------------- | -------------------- |
| Чоловіки | 147     | 51                 | 83               | 13                   |
| Жінки    | 152     | 57                 | 75               | 20                   |
| Разом    | 299     | 108                | 158              | 33                   |